# Промислова революція в Англії
Промислова революція в Англії — події, так чи інакше пов'язані з переходом економіки Англії від аграрно-феодальної до промислово - капіталістичної в період з 1780-х по 1830-40-ті роки.
Аграрний переворот XV—XVl століть (початок Британської аграрної революції) був найважливішою передумовою промислової революції. В результаті нього прискореними темпами розвивалося високотоварне, засноване на фермерстві сільське господарство. Англійські фермери інтенсивно господарювали, поліпшуючи агротехніку і агрокультуру. Поширилася сівозмінна система, травосіяння.  Широко застосовували парові плуги, машини, дренажні роботи, використовували мінеральні добрива. Аграрні зрушення сприяли вивільненню великої кількості людей і створили резерв єдиного національного ринку, який стимулював розвиток господарства в цілому.
Зовнішньо-економічні передумови промислового перевороту в Англії полягали у безоглядному пограбуванні колоній. На кінець XVIII ст. Англія перетворилася у найбільшу морську і колоніальну державу світу. Величезні прибутки, які забезпечувалися пануванням у світовій торгівлі, використанням незліченних багатств Північної Америки, Індії та інших колоніальних володінь, вкладалися в англійську промисловість.
Надзвичайно сприятливими для промислового перевороту було географічне розташування Великої Британії та природно-економічні умови країни — водні комунікації, зручні гавані, великі поклади залізної руди та вугілля, наявність сировини для текстильної промисловості.

## Зовнішньо-економічні умови
Постійний попит в Європі на англійські вироби, викликаний безперервними війнами, забезпечував їм ринок збуту і теж сприяв здійсненню промислового перевороту. Не останню роль в цьому відіграла і політика протекціонізму та меркантилізму, яку проводив англійський уряд.
Важливим фактором промислового перевороту був вихід на якісно новий технічний рівень англійської бавовняної промисловості, що забезпечувався поступовим впровадженням у текстильне виробництво нових машин і механізмів.
Механік Джон Кей у 1733 удосконалив ткацький верстат «летючим човником». Винахідником — ткачем Джеймсом Харгрівсом у 1764 була винайдена механічна прядка «Дженні», на якій можна було працювати з 16—18 веретенами. В останній третині XVIII ст. С. Кромптон створив «мюль-машину» яка базувалася на принципах роботи прядки «Дженні», але виготовляла тонку і міцну бавовняну пряжу. Вона поширилася у виробництві і стала технічною основою механізованого прядіння.
Процеси ткацтва деякий час відставали від механізованого прядіння, але ця невідповідність була ліквідована винаходом механічного ткацького верстата Е. Картрайта у 1785 р. Він заміняв роботу 40 ткачів. Так в англійській промисловості з'явилися перші машини і фабрики. У 60—80-х роках XVIII ст. вони з'явилися в інших галузях промисловості.
Епохальне в історії промисловості значення мали винаходи шотландського механіка Джеймса Ватта, який у 1769 винайшов першу парову машину. У 1782 р. Дж. Ватт удосконалив її, і з цього часу парова машина стала основним джерелом енергії британської текстильної промисловості. Це дало змогу широко використовувати вугілля як основне паливо, ліквідувало залежність від водяного двигуна, відкрило для промисловості нові регіони країни. Невдовзі, після відкриття заводу парових машин (неподалік від Бірмінгема), парові машини почали застосовуватися у різних галузях промисловості. У 1820 у Великій Британії працювало 320 парових машин Дж. Ватта, їхня кількість та потужність постійно зростала.
Застосування машин прискорило розвиток металургії, вугільної промисловості. Виникло машинобудування, основу якого становили винахід і широке застосування токарного верстата та свердлильної машини. Зростання промислового виробництва зумовило появу нових досконаліших та швидкісніших транспортних засобів. Наявність парової машини зробила можливим її застосування на залізничному і морському транспорті. У 1812 в Англії пущено пароплав на р. Клайд. У той же час розпочалися експерименти на залізницях. Р. Тревітік збудував декілька моделей парових повозок. Продовжив його пошуки Дж. Стефенсон, який створив самохідну паросилову установку на основі стаціонарної парової машини. Локомотив Стефенсона у 1829 пройшов перші випробування і розвивав швидкість 22 км/год. Згодом цей показник був збільшений до 48 км/год. У 1831 році була збудована перша в Англії та світі залізниця, яка з'єднала Манчестер і Ліверпуль та мала велике господарське значення. Будівництво залізниць викликало докорінні зміни в економіці Англії, створивши стабільні комунікації між різними районами та галузями промисловості.
Промисловий переворот змінив економічну географію Англії. Виникли нові промислові райони, які спеціалізувалися на виробництві окремих видів товарів і продуктів. Значно зросли обсяги промислового виробництва. На середину XIX ст. Англія перетворилася у «майстерню» світу, виробляючи близько половини світової промислової продукції, і зайняла виняткове становище в світовому господарстві й міжнародній політиці.
Промислово-торговій гегемонії Англії сприяла економічна політика держави. До 1840-х років, коли індустріалізація ще не була завершена, в Англії панували високі митні збори на іноземні товари. Коли ж англійська промисловість наскільки зміцніла, що перестала боятися іноземної конкуренції, буржуазія проголосила необмежену свободу торгівлі — так зване фрітрейдерство (від free trade — вільна торгівля). Його суть полягала в повному звільненні від мита майже всіх товарів, що завозилися в Англію, і була розрахована на взаємне сприяння, тобто зустрічну відміну чи значне скорочення мита на ввіз англійських товарів в інші країни. Це забезпечувало Англії як вільний збут за кордоном своїх товарів, так і дешеву імпортну сировину та продовольство.
Перемога машинного виробництва в Англії дала поштовх до формування соціальної структури індустріального суспільства. Промисловий пролетаріат становив 45,5 % зайнятого населення. Урбанізація перетворила Велику Британію на країну міст і фабричних поселень. На кінець XIX ст. у містах проживало майже 75 % населення.

## Сучасні дослідження
Впродовж 20 років дата-аналітики та інші спеціалісти в царині економічної історії з Кембриджського університету  під керівництвом Leigh Shaw-Taylor, Amy Erickson та Tony Wrigley збирали, обробляли, систематизували та проаналізували колосальний обсяг економічних, соціальних, демографічних, торгових даних та документів за період 1379–1911 рр.
Великобританія почала індустріалізацію ще в XVII столітті — майже на 100 років раніше за загальноприйяте датування в історичних працях. Дані засвідчили різкий відтік значної кількості селян, зайнятих в агросекторі (з 64% до 42% від загальної кількості між 1600 та 1740 рр.) та збільшення працівників у сфері промисловості (на 50% до майже половини працюючих чоловіків (з 28% до 42% від загальної кількості), а також вибухоподібний ріст мереж великих виробництв (передусім, у транспорті, металообробці та ткацтві). Натомість, під час Промислової революції частка чоловічого населення, зайнятого у будівництві, промисловості та гірничій справі майже не росла.
Історики зазначають, що Великобританія стала на шлях стрімкої індустріалізації на декілька поколінь раніше епохи добре відомих образів парових двигунів XVIII століття. В той же час, середина XIX століття характеризувалась ростом сектору послуг (що схоже скоріше на 1950-ті роки та масштабом та логікою процесів), включно зі спеціалістами з продажів, юристами, вчителями, торговими агентами, а також транспортним персоналом на каналах та залізницях.
Картина розкривається ще детальніше на рівні графств. У Глостерширі, наприклад, ріст текстильної промисловості, виробництва взуття та металургія спричинили збільшення зайнятості з 33% до 48% працездатного чоловічого населення до кінця XVII століття. У Ланкаширі, частка чоловіків у промисловому виробництві зросла з 42% у 1660 році до 61% у 1750 році (при чому кількість зайнятих у текстильній галузі подвоїлась - з 15% до 30%).
Деякі графства швидко пройшли не тільки етап індустріалізації, а встигли відчути і деіндустріалізацію (і це до "Промислової революції" середини XVIII століття!). Наприклад, Норфолк XVII століття був одним з найбільш індустріалізованих місцевостей у всій Англії, з 63% чоловічого населення було задіяно в промисловості станом на 1700 рік. За наступні 50 років їх частка впала до 39%, і частка зайнятих в сільському господарства повернулась з 28% до 51%, що формує більш звичний образ Норфолка у нашому сприйнятті. Індустріалізація поступово продовжила концентруватись ближче до вугільних покладів Півночі.